# Лигнит
Лигнит — ископаемое вещество:

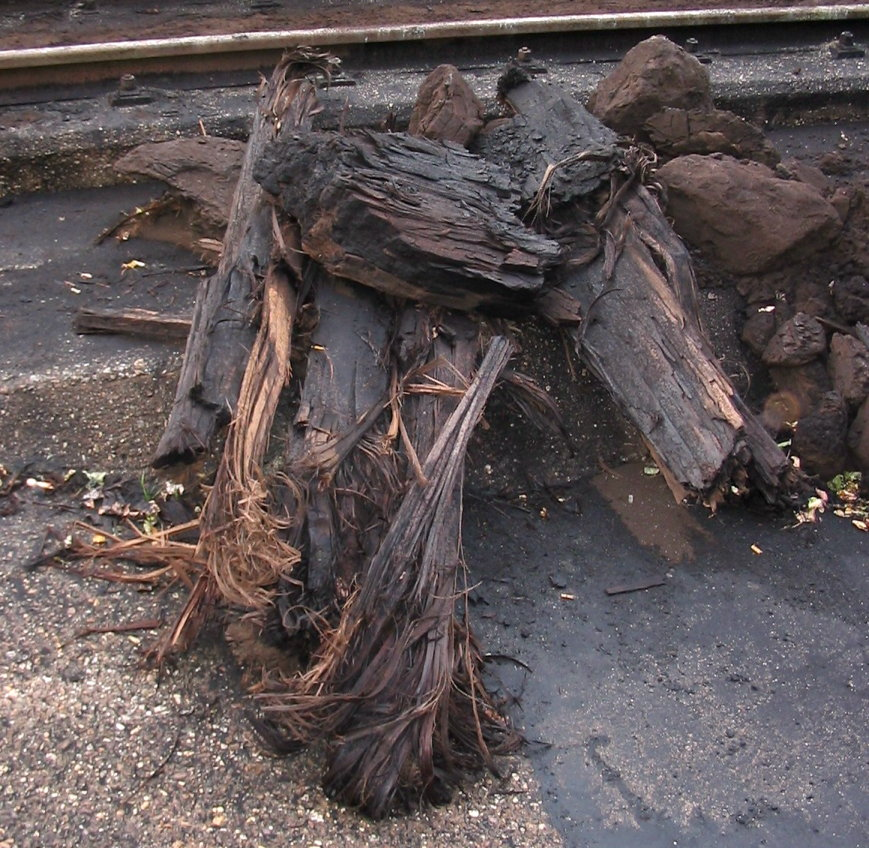
Эта ископаемая древесина разной степени углефикации была найдена в пластах бурого угля при его подготовке к сжиганию

- Ископаемая древесина бурого цвета, сохранившая анатомическое строение растений, тканей, по внешнему виду похожая на неизменённую древесину.
- Компонент бурого угля с относительно хорошо сохранившейся древесной структурой, который образуется под низким давлением из торфа и является первым продуктом, превращённым в битуминозный уголь.

Лигнит — разновидность молодого бурого угля с большим содержанием воды, низкими теплотворными характеристиками и типичными включениями слабоуглефицированной древесины. Содержит от 60 до 75 % углерода. На его долю приходится почти 45 % запасов бурого угля в мире, но он используется редко, и если используется, то подвергается брикетированию, поскольку нестабилен при хранении и транспортировке, низкокалориен и требует специальных печей.
Используется в качестве топлива и как химическое сырье в некоторых регионах Канады, США, Австралии, Румынии, Словении, Польше, Греции и Болгарии.

## B садоводстве
Лигнит применяется в качестве заполнителя для производства горшечных почв и профессиональных субстратов для коммерческого садоводства. По содержанию питательных веществ близок к торфу, а его pH также находится в кислотном диапазоне. Водоудерживающая способность ниже, чем у торфа, поэтому в производстве субстрата целесообразно использование смачивающих агентов. Доля органического вещества составляет более 85 % в расчёте на сухое вещество.
Преимуществами лигнита являются хорошая структурная стабильность и низкая N-иммобилизация. Ксилит имеет более низкую скорость разложения по сравнению с другими органическими веществами (отношение C/N >200).
Тяжёлые металлы присутствуют в ксилите только как следы, в количествах значительно ниже предельно допустимых. Другие загрязнители, имеющие отношение к растениеводству, не обнаружены.